# Флоренсија Бертоти
Флоренсија Бертоти (шп. María Florencia Bertotti Baleirón, енгл. Florencia Bertotti; Буенос Ајрес, 15. март 1983) је глумица и певачица из Аргентине позната за њено учешће у серији Floricienta.

## Каријера
Њена каријера почине у реклами која се зове Arcor. У 1995. за први пут је учествовала у  у улози Фабијанове ћерке. Следеће године је учествовала у  у улози Веронике; 1997. је учествовала у De corazon као Вики; 1998. је учествовала у El faro и Mala època. Исте године је учествовала у Verano del '98 и Luna savaje као Сол. Године 2001. је учествовала у Culpables као Софија, а следеће године у Son Amores као Валерија. Та године је имало своју прву позоришну улогу. У 2004. је учествовала у Floricienta као Флор, и снимила 7 албума. У 2009. је учествовала у Niní као Нине, а y 2010. у филму Igualita a mi.

## Приватност
2. децембар 2006. се удала за Гуидом Кацком, после 7 година верења. Две године касније, 10. јун 2008. се родио Ромео Бертоти Кацка, њиово прво дете. Њиов брак је трајо око цетири година, они су се развели у априлу 2010. год.
од маја 2010. год. је у вези са Федериком Амадором. 

## Телевизија
| Улоге Флоренције Бертоти |              |                     |       |          |
| Година                   | Српски назив | Изворни назив       | Улога | Напомена |
| 2009-2010.               |              |                     |       |          |
| 2004.                    |              |                     |       |          |
| 2004-2005.               |              | -{Floricienta       |       |          |
| 2002-2003.               |              | -{Son amores        |       |          |
| 2001.                    |              |                     |       |          |
| 2000.                    |              |                     |       |          |
| 1999-2000.               |              | -{[Verano del '98]] |       |          |
| 1997.                    |              |                     |       |          |
| 1996.                    |              |                     |       |          |
| 1995.                    |              |                     |       |          |
| 1998.                    |              |                     |       |          |
| 1998.                    |              |                     |       |          |
| 2001.                    |              |                     |       |          |
| 2010.                    |              |                     |       |          |

## Позориште
- Son amores (2002-2003)
- Floricienta (2004)
- Floricienta (2005)
- Floricienta (2006)
- Floricienta (2007)
- (2010)

## Дискографија
- Floricienta Y Su Banda - 2004
- Floricienta Y Su Banda - Karaoke - 2004
- Floricienta - 2005
- Floricienta - Karaoke - 2005
- Floricienta Especial Navidad - 2007
- Floricienta Temas Inéditos Teatro - 2006
- Floricienta Grandes Exitos - 2007
- Arriba las ilusiones - 2009

## Награде и номинације
Флоренсија примила је неке награде:
| Име                                       | Година                                     | Категорија                        | Програм     | Резултат   |
| ----------------------------------------- | ------------------------------------------ | --------------------------------- | ----------- | ---------- |
| Argentine Film Critics Association Awards | 1998                                       | Најбоља нова глумица              | El Faro     | номинација |
| Clarín Awards                             | 2002                                       | Најбоља глумица у комедији        | Son Amores  | победа     |
| Clarín Awards                             | 2004                                       | Најбоља глумица у комедији        | Floricienta | номинација |
| Martín Fierro Awards                      | 2002                                       | Најбоља глумица у серији/комедији | Son Amores  | победа     |
| Martín Fierro Awards                      | 2003                                       | Најбоља глумица у серији/комедији | Son Amores  | победа     |
| Martín Fierro Awards                      | 2004                                       | Најбоља глумица у серији/комедији | Floricienta | номинација |
| Martín Fierro Awards                      | 2005                                       | Најбоља глумица у серији/комедији | Floricienta | номинација |
| Martín Fierro Awards                      | 2009 Најбољи дечји програм/Најбољи уметник | Niní                              | номинација  |            |